# Beynac-et-Cazenac
Beynac-et-Cazenac è un comune francese di 555 abitanti situato nel dipartimento della Dordogna nella regione della Nuova Aquitania.
Il paese è bagnato dalla Dordogna ed è sovrastato da un famoso castello medievale.

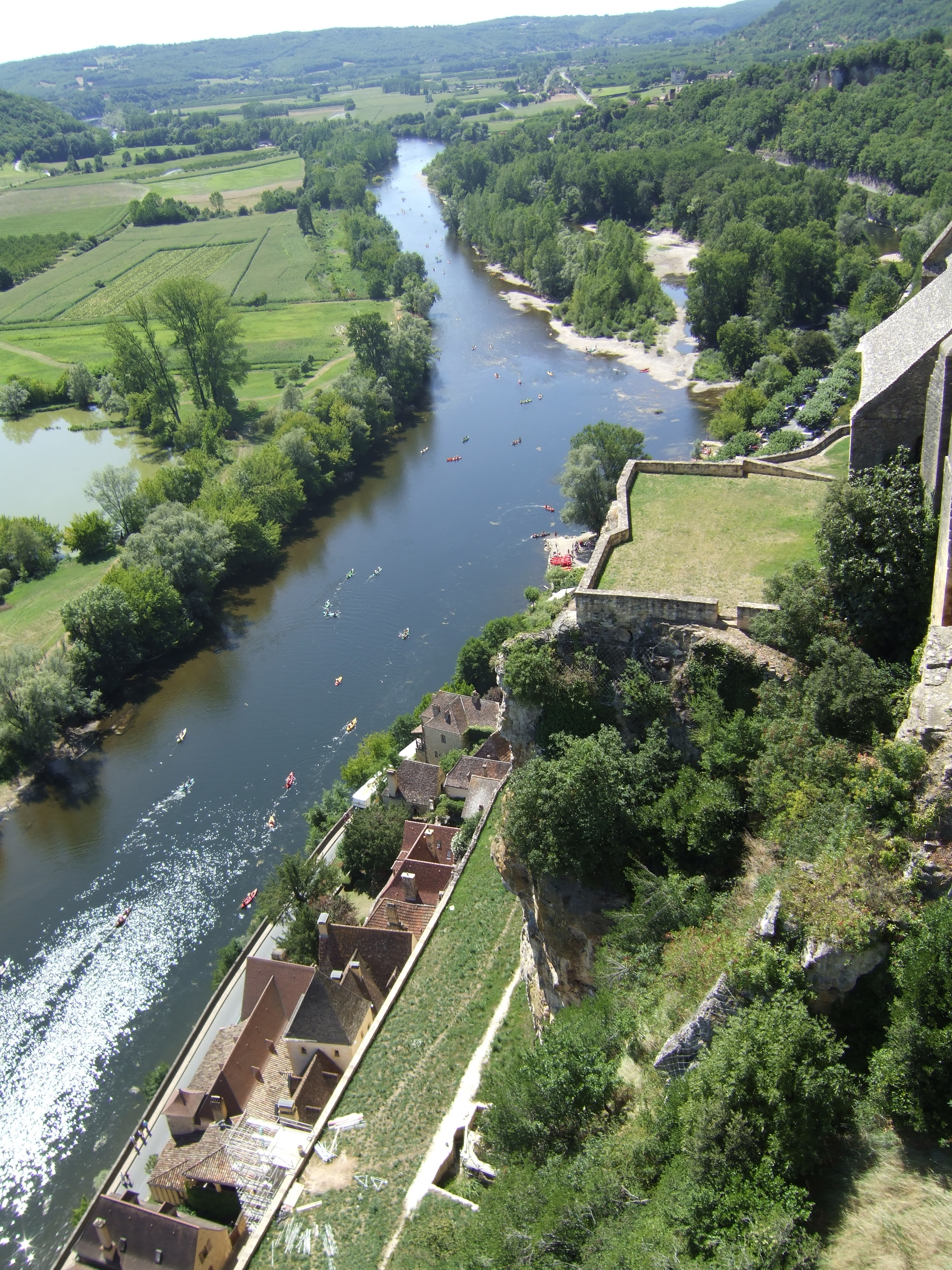
La Dordogna a Beynac

## Società

### Evoluzione demografica

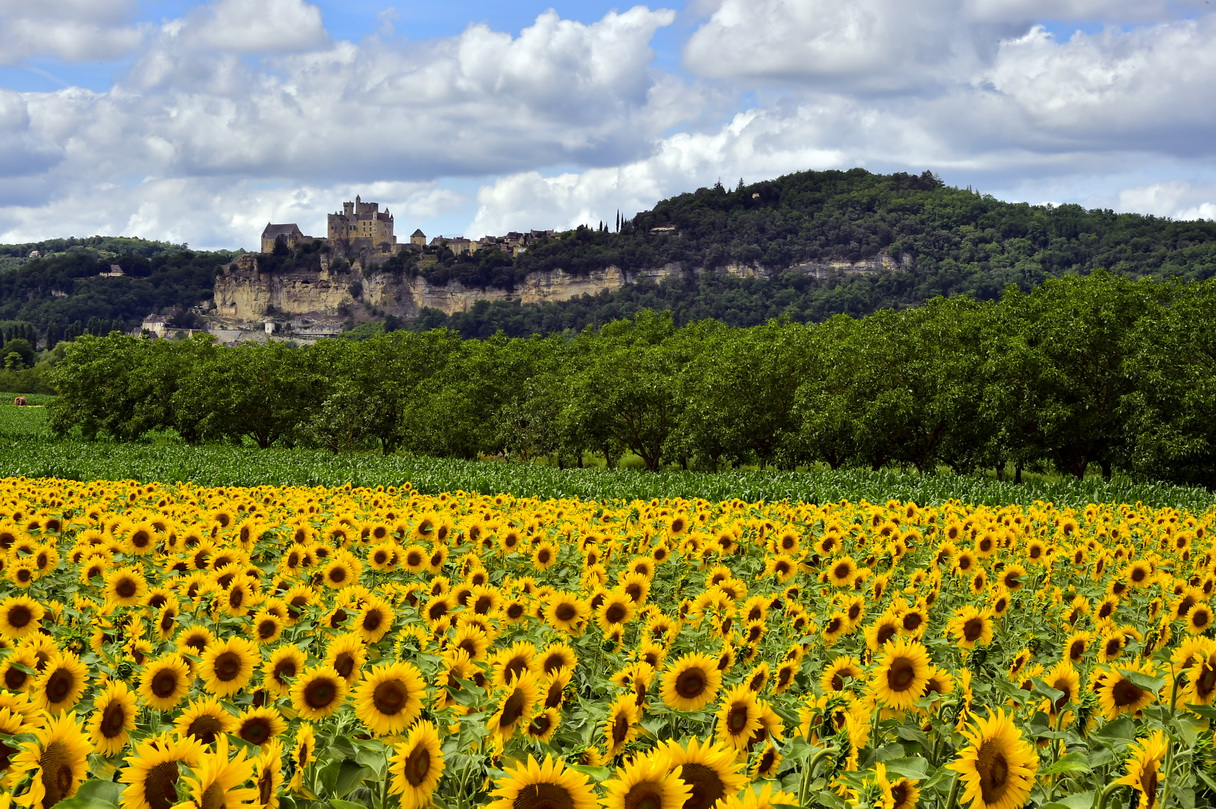
Beynac-et-Cazenac vista da Jardins de Marqueyssac

Abitanti censiti